# 2丁拳銃アルバム発売記念〜“コムロきどり”祭り〜
2丁拳銃アルバム発売記念〜“コムロきどり”祭り〜は、ヨシモトファンダンゴTVで2007年2月5日に放送された「コムロきどり」（2007年2月7日発売）発売記念番組。

## 出演
- 2丁拳銃
- タカアンドトシ
- まちゃまちゃ
- 間慎太郎
- アップダウン竹森
- FUJIWARA
- COWCOW
- GB
- 次長課長河本
- 小室哲哉

## 内容
完成したCDを2丁拳銃が持っていって、CDに参加したメンバーに裏話を聞く番組。
| スタブアイコン | サブスタブ | この項目は、まだ閲覧者の調べものの参照としては役立たない、テレビ番組に関連した書きかけの項目です。この項目を加筆・訂正などしてくださる協力者を求めています（P:テレビ/PJ:放送または配信の番組）。 |